# Rutherford College
Rutherford College est une ville américaine située dans le comté de Burke dans l'État de Caroline du Nord. En 2010, sa population était de 1 341 habitants.

## Démographie
| 1980  | 1990  | 2000  | 2010  | - | - |
| ----- | ----- | ----- | ----- | - | - |
| 1 108 | 1 126 | 1 293 | 1 341 | - | - |

## Source de la traduction
- (en) Cet article est partiellement ou en totalité issu de l’article de Wikipédia en anglais intitulé « Rutherford College, North Carolina » (voir la liste des auteurs).